# Аделаида Хорватия Рейдерс
«Аделаида Хорватия Рейдерс» (англ. Adelaide Croatia Raiders Soccer Club) — футбольный клуб из Аделаиды, в настоящее время играющий в первой лиге Южная Австралия. Это хорватский клуб, расположенный в Австралии.

## История
Аделаида Рейдерс была основана в 1952 году Фахрудином Церичем, Цветко Милановичем и Драго Пишпеком — хорватскими мигрантами назвавшими клуб в честь своей родины. Первый матч провели на площадке Гринхилл-роуда, против команды завода Philips из Хендоне.
В 1960 году клуб обосновался в новой штаб-квартире в Хэнсон-Резерв, где находился вплоть до 2000 года, решив перейти в Геппс-Кросс.
1960-е годы оказались успешным десятилетием для клуба в Лиге Южной Австралии, заняв третье место в 1961, 1962 и 1963 годах, а также став серебряными призёрами в 1965 и 1969 годах. Несмотря на эти высокие результаты, они не выигрывали чемпионат до 1980 года. Всего «Хорватия» выигрывала лигу пять раз: в 1980, 1984, 1988, 1997 и 2002 годах.
В 1962 году клуб принял участие в первом Кубке Австралии. Хорватия Аделаида была одним из 16 участников плей-офф и стала первым клубом, финансируемым Хорватией, принявшим участие в соревнованиях. Команда выбыла в первом же раунде, проиграв «Брансуик Ювентус» со счетом 3:1 в Олимпийском парке Мельбурна. Клуб ещё дважды принимал участие в Кубке Австралии в 1963 и 1965 годах.
В 1977 году была создана Национальная футбольная лига. После того, как Мельбурн Хорватия и Сидней Хорватия потерпели неудачу в своих заявках на участие в лиге, Аделаида Хорватия возглавила инициативу, поддержанную Хорватской футбольной ассоциацией Австралии, в которой было выдвинуто предложение о вступлении хорватского «суперклуба» в NSL; клуб, в котором будут объединены ресурсы всех хорватских клубов Австралии. Однако конечном итоге заявка клуба не была одобрена.
Важным событием в истории клуба стал 1985 год; как чемпионы Южной Австралии, Аделаида Хорватия была приглашена принять участие в Кубке Национальной футбольной лиги. Аделаида Хорватия одержала серию побед над обеими командами NSL Аделаиды, Аделаида Сити и Вест Аделаида, все со счетом 1-0. Клуб проиграл в четвертьфинале другой команде NSL, Саншайн Джордж Кросс со счётом 1-0 в напряженном матче.
В 2013 году «Рейдеры» вышли в финальную серию Премьер-лиги, заняв пятое место в лиге. Первое участие в финальной серии закончилось после того, как клуб проиграл Кэмпбелтаун-Сити в серии послематчевых пенальти.
«Рейдеры» едва избежали вылета в сезоне 2015 года, обогнав вылетевшие команды «Порт-Аделаида Лайон» и «Модбери Джетс» только по дополнительным показателям.
В 2018 году они вернулись в НПЛ, выйдя в финал серии плей-офф 2-го дивизиона.
В 2021 году клуб снова вернул слово «Хорватия» в свое название после решения футбольного союза Австралии, которое позволяет клубам вернуть свои традиционные названия и символы.

## Состав команды
| — | Флаг Австралии | Вр  | Хосе Круз          | — |  |  |  |  |
| — | Флаг Австралии | Вр  | Фрицнерсон Ремфорт | — |  |  |  |  |
|   |                |     |                    |   |  |  |  |  |
| — | Флаг Австралии | Защ | Джексон Уоллс      | — |  |  |  |  |
| — | Флаг Австралии | Защ | Мэтью Маллен       | — |  |  |  |  |
| — | Флаг Австралии | Защ | Дилан Пикерт       | — |  |  |  |  |
| — | Флаг Австралии | Защ | Джейкоб Уильямс    | — |  |  |  |  |
| — | Флаг Австралии | Защ | Джок Акуиен        | — |  |  |  |  |
| — | Флаг Австралии | Защ | Вианн Куриквимана  | — |  |  |  |  |
| — | Флаг Австралии | Защ | Марк Улай          | — |  |  |  |  |
| — | Флаг Австралии | Защ | Джей Эспозито      | — |  |  |  |  |
| — | Флаг Австралии | Защ | Джексон Буллен     | — |  |  |  |  |
| — | Флаг Австралии | Защ | Натан Хэнкок       | — |  |  |  |  |

| — | Флаг Австралии | ПЗ  | Омари Дидеро       | — |  |  |  |  |
| — | Флаг Непала    | ПЗ  | Джагджит Шреста    | — |  |  |  |  |
| — | Флаг Австралии | ПЗ  | Дэвид Карози       | — |  |  |  |  |
| — | Флаг Австралии | ПЗ  | Лансана Смит       | — |  |  |  |  |
| — | Флаг Австралии | ПЗ  | Харли Гепп         | — |  |  |  |  |
| — | Флаг Австралии | ПЗ  | Джулиан Велла      | — |  |  |  |  |
| — | Флаг Греции    | ПЗ  | Танасис Леси       | — |  |  |  |  |
| — | Флаг Австралии | ПЗ  | Кельвин Камбуру    | — |  |  |  |  |
|   |                |     |                    |   |  |  |  |  |
| — | Флаг Австралии | Нап | Массимо Фалько     | — |  |  |  |  |
| — | Флаг Австралии | Нап | Николас Манро      | — |  |  |  |  |
| — | Флаг Австралии | Нап | Джеймс Темелковски | — |  |  |  |  |

## Достижения
«Чемпионат Южной Австралии»
- Обладатель Титула: 1980, 1984, 1988, 1997, 2002 (5)

«Кубок Федерации»
- Обладатель Титула: 1960, 1962, 1974, 1977, 1982, 1988, 1990, 1991, 1992, 2003 (10)

«Кубок Эрреа»
- Чемпион: 2007 (1)

«Кубок Coca-Cola»
- Обладатель титула: 1984 (1)

«Кубок Ампола»
- Обладатель титула: 1961, 1989, 1990 (3)

«Чемпионат первого дивизиона Южной Австралии»
- Обладатель Титула: 1959, 1972, 1975, 2018 (4)